# Flintshire
Flintshire (walisisch: Sir y Fflint) ist eine Principal Area im Nordosten von Wales. Flintshire ist auch eine der dreizehn traditionellen Grafschaften von Wales, hat als solche aber andere Grenzen als die heutige Principal Area.

## Geografie
Flintshire liegt an der Irischen See und der Mündung des Dee. Landseitig grenzt Flintshire im Osten an England, im Westen an Denbighshire und im Süden an Wrexham County Borough.

## Orte
- Bretton
- Broughton
- Buckley
- Caerwys
- Cilcain
- Connah’s Quay
- Flint
- Halkyn
- Hawarden
- Holywell
- Mold
- Saltney
- Shotton
- Ysgeifiog
- Wyddgrug

## Städtepartnerschaft
Seit 1980 besteht eine Städtepartnerschaft mit der Stadt Menden (Sauerland) in Deutschland.

## Verwaltungsgeschichte
Flintshire war ursprünglich eine Grafschaft und wurde im Jahr 1284 gegründet, sieben Jahre nachdem König Eduard I. die Arbeit an der Burg Flint begann.
Flintshire, eine der dreizehn traditionellen Grafschaften von Wales, war bis 1974 auch eine Waliser Verwaltungsgrafschaft. Die Verwaltungsgrafschaft Flintshire wurde 1974 aufgehoben und auf die Districts Rhuddlan, Wrexham Maelor, Alyn and Deeside und Delyn der neugebildeten Grafschaft Clwyd aufgeteilt. Bei der Verwaltungsreform von 1996 wurden Clwyd und seine Districts aufgelöst. Aus den Districts Alyn and Deeside und Delyn wurde eine neue Principal Area Flintshire gebildet. Flintshire besitzt heute wieder den Status eines County.

## Sehenswürdigkeiten
- Caergwrie Castle
- Ewloe Castle
- Flint Castle
- Gop Hill Cairn
- Hawarden Castle
- Hawarden Old Castle
- John Summers Steelworks
- Moel Famau, Berggipfel an der Grenze zu Denbighshire

## Sport
Obwohl Flintshire in Nordwales liegt, dem ärmsten Teil des ganzen Königreichs, hat Flintshire eine stolze Geschichte von Sport und Sportlern. In Wales werden zwei Sportarten am meisten gespielt: Fußball und Rugby. Im Nordwales ist Fußball populärer und deswegen stammen viele Fußballspieler aus Flintshire.

### Fußball
- Ian Rush (* 1961) – Chester City, FC Liverpool, Juventus Turin, Newcastle United und AFC Wrexham
- Gary Speed (1969–2011) – Leeds United, FC Everton, Newcastle United, Bolton Wanderers und Sheffield United. Er war auch Trainer von Sheffield United und der Walisischen Nationalmannschaft.
- Kevin Ratcliffe (* 1960) – FC Everton, Cardiff City und Chester City. Er war auch Trainer von Chester City und Shrewsbury Town.
- Michael Owen (* 1979) – FC Liverpool, Real Madrid, Newcastle United und Manchester United

Heute spielt ein Fußballklub aus Flintshire in der Welsh Premier League (Walisische Oberliga), GAP Connah’s Quay. Airbus UK ist in der Cymru Alliance, der zweithöchsten Liga vertreten. Seit 2008 sind sowohl Ansehen als auch die Leistung der Flintshirer Mannschaften spürbar angestiegen.

### Andere Sportarten
- Jade Jones (* 1993) – Olympiasiegerin in Taekwondo
- Ricky Walden (* 1982) – Snookerspieler

## Söhne und Töchter der Grafschaft
- Emma Hamilton (1765–1815), Geliebte von Horatio Nelson (wuchs in Flintshire auf)
- Osian Ellis (1928–2021), Harfenist und Komponist
- Jonathan Pryce (* 1947), Schauspieler